# ジャンジーラー

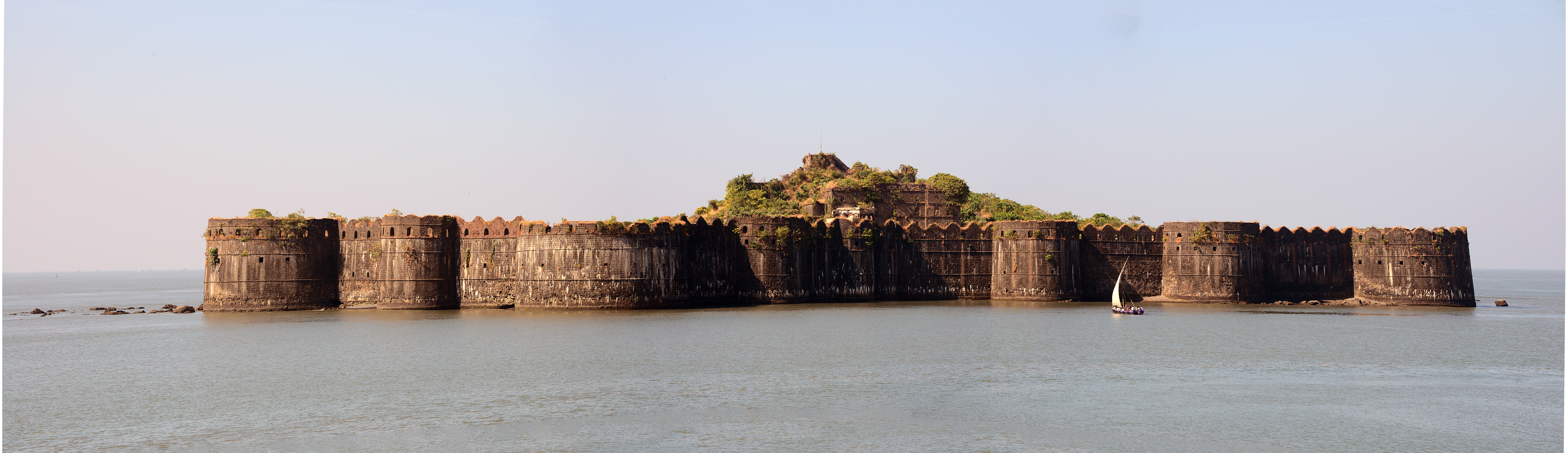
ジャンジーラー

ジャンジーラー（語：जंजिरा Janjirā、英語：Janjira）は、インドのマハーラーシュトラ州、ラーイガド県の島。ムルド村の一部であるため、ムルド・ジャンジーラーとも呼ばれる。島全体が城郭となっている。

## 歴史

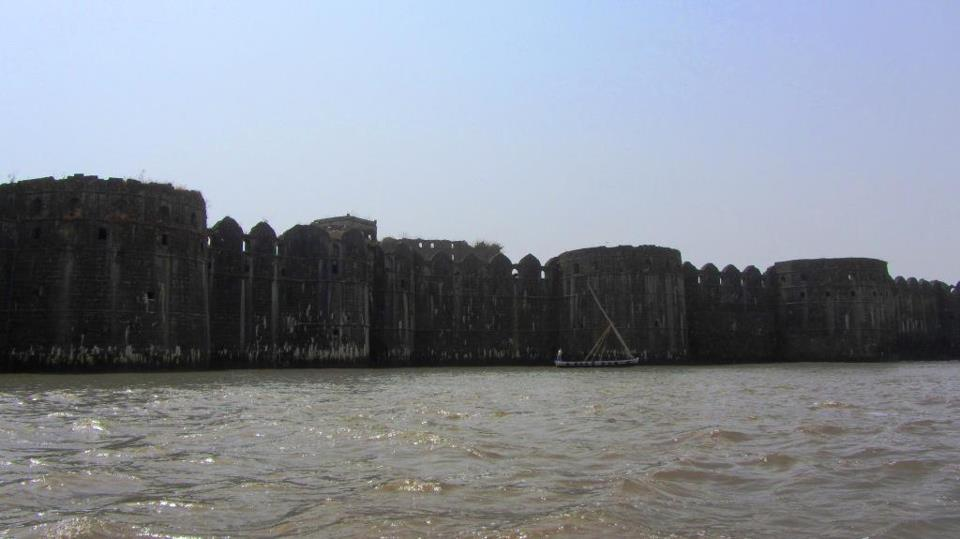
ジャンジーラーの城壁

ジャンジーラーはシーディー、あるいはハバシュと呼ばれるアビシニア人の拠点であった
1736年、マラーター王国の宰相バージー・ラーオはシーディー勢力を攻撃、この地から駆逐した。
その後、イギリスの保護下に入り、ジャンジーラー藩王国が成立した。